# آلبرتا هانتر
آلبرتا هانتر (انگلیسی: Alberta Hunter؛ ۱ آوریل ۱۸۹۵ – ۱۷ اکتبر ۱۹۸۴) یک موسیقی‌دان اهل ایالات متحده آمریکا بود. وی بین سال‌های ۱۹۱۴ تا ۱۹۸۴ میلادی فعالیت می‌کرد.